# Célula intersticial de Cajal
La célula intersticial de Cajal (ICC por sus siglas en inglés) es un tipo de célula intersticial que se encuentra en el tracto gastrointestinal. Las redes de células de Cajal (CIC) varían según las regiones del intestino, desde el estómago al colon y varían según las diferentes especies. Las CIC funcionan como marcapasos, son fundamentales para la motilidad gastrointestinal, y son claves para las contracciones del músculo liso y para la transmisión neuromuscular.

La pérdida de las células CIC además de la pérdida o defectos en la continuidad de las redes, se han asociado con trastornos de la motilidad gastrointestinal tanto en animales como en humanos.

## Anatomía

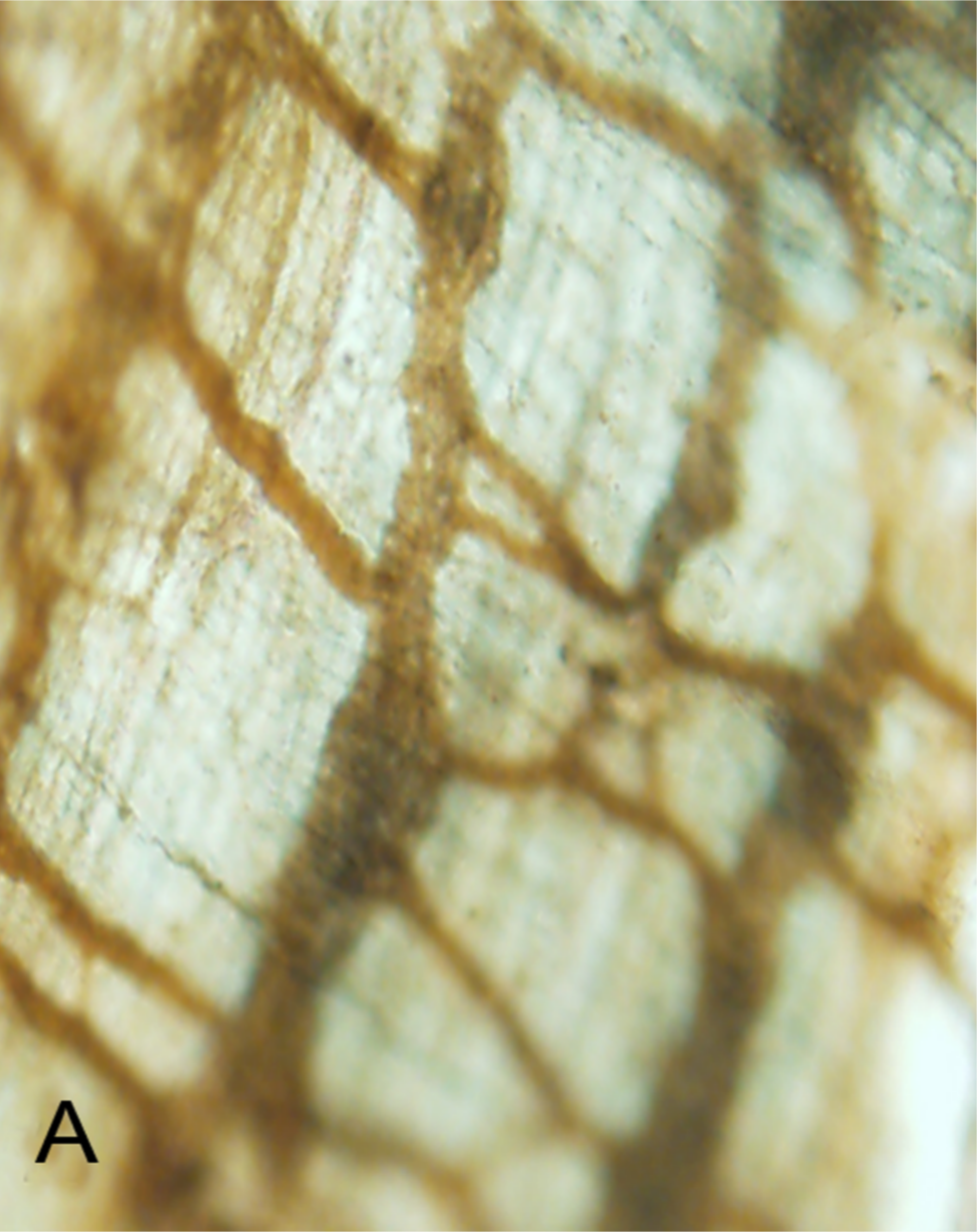
Red intestinal de células de Cajal. Microscopía óptica.

Las células intersticiales de Cajal (CIC) se localizan entre las túnicas musculares lisas gastrointestinales. Ramón y Cajal las describió por sus características de tinción con azul de metileno y cromato de plata.
 Se disponen formando redes, entre las fibras de los plexos nerviosos y las células musculares lisas. Las redes de CIC están ampliamente distribuidas y muestran una gama de diferentes morfologías en las distintas porciones del tracto gastrointestinal. 

### Microarquitectura
Con el microscopio la célula intersticial de Cajal (CIC) presenta una estructura de aspecto fusiforme o triangular con prolongaciones citoplasmáticas polares delgadas.   La CIC también tiene ambos tipos de retículos endoplasmáticos: liso y rugoso bien desarrollados.
 Muestra uniones brechas que los conectan con las células musculares lisas y con otras CIC adyacentes.

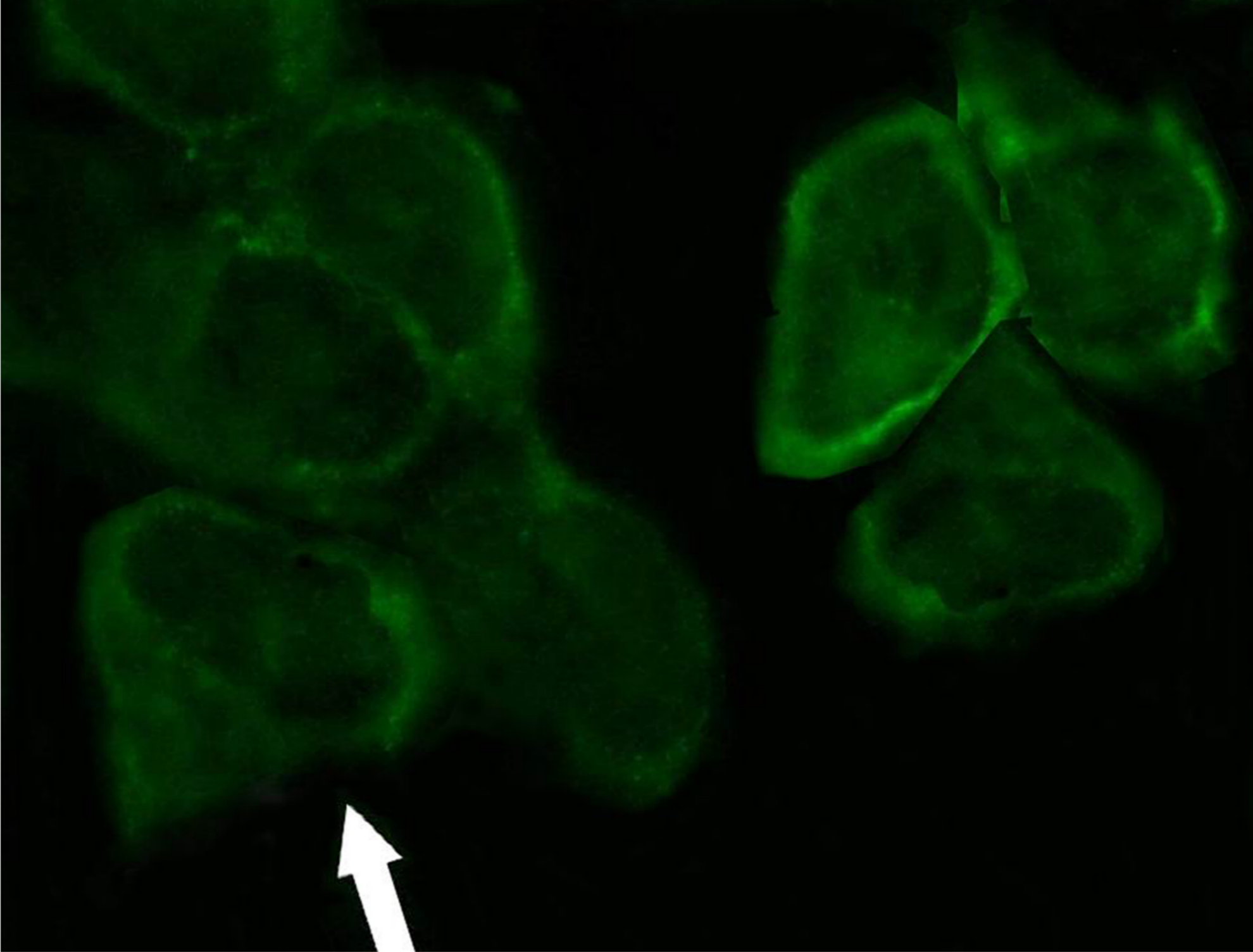
Células de Cajal en el intestino, marcadas para KIT. Inmunofluorescencia. Microscopía confocal.

Las células CIC se caracterizaron durante décadas mediante criterios morfológicos, hasta el descubrimiento de que expresan el receptor tirosina quinasa, específicamente la proteína KIT CD117. El marcaje mediante anticuerpos contra KIT, evidenció que la mayoría de las células Kit-positivas del intestino eran CIC.

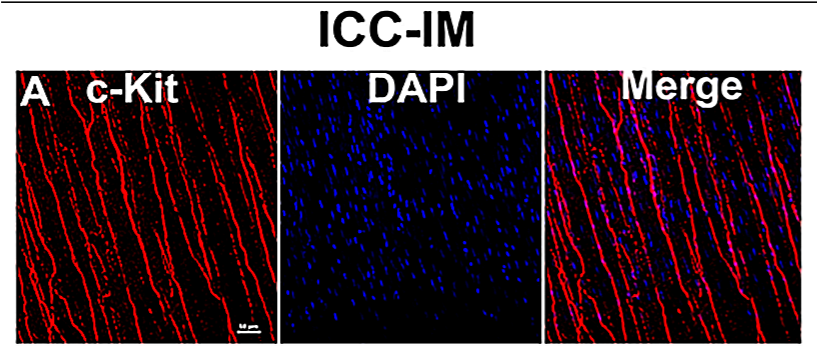
Células de Cajal Plexo Intramuscular (ICC-IM). Microscopía confocal.

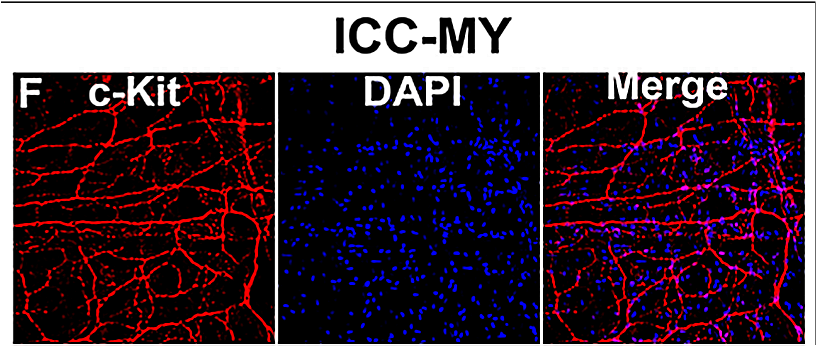
Células de Cajal en Plexo Mienterico (ICC-MY). Microscopía confocal.

Subpoblaciones de células intersticiales de Cajal (ICC)
- ICC subserosas
- ICC mientéricas
- ICC intramusculares
- ICC plexo muscular profundo
- ICC septales
- ICC submucosas

Agrupamiento de redes de células ICC dentro de las capas
- Red submucosa ICC-SM (Sub-Mucosal), superficie del músculo circular del colon..
- Red intramuscular ICC-IM (Intra-Muscular), ICC-DMP (Deep-Muscular-Plexus) e
- Red intermuscular ICC-MY (Myenteric)

ICC SMP (Sub-MucosalPlexus), ICC IM (Intra-Muscular), ICC MP (Muscular-Plexus), ICC SS (SubSerosa).

Las redes de células de Cajal (CIC) varían según las regiones del intestino, desde el estómago al colon y varían según las diferentes especies.

### Ultraestructura

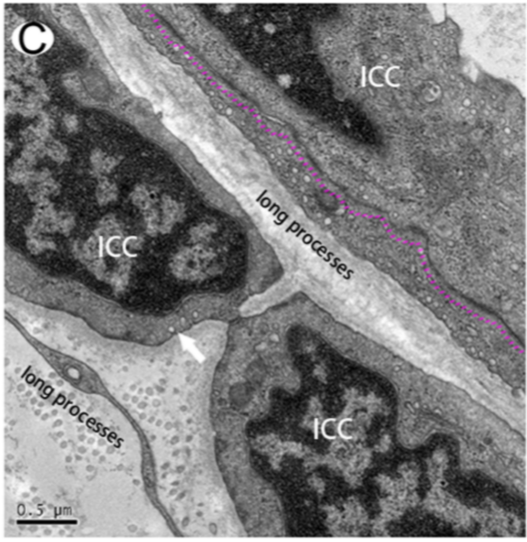
Ultraestructura de células intersticiales de Cajal (ICC). Izquierda abajo: reconstrucción de una CIC. Centro: Prolongaciones (long processes). En rojo: sinapsis multicontacto extensa.

En el colon humano adulto normal, las características ultraestructurales típicas observadas de las CIC son: un núcleo ovalado con heterocromatina condensada distribuida en la periferia, abundantes mitocondrias y retículo endoplásmico rugoso. Tiene abundantes filamentos intermedios, caveolas de superficiales y una lámina basal parcialmente desarrollada.
Las caveolas de superficie son pequeñas invaginaciones de la membrana de 50-100  nanómetros (nm) de diámetro.
La característica más importante, es la existencia de contactos tipo sinápticos, con haces de fibras nerviosas.

La CIC posee otros contactos tipo gap junctions con las células musculares lisas.
Estas células se derivan del mesodermo.
Estas incluyen la presencia de: (a) Numerosas mitocondrias y caveolas; (b) una lámina basal, aunque discontinua; (c) abundantes filamentos intermedios; (d) aparato de Golgi moderadamente desarrollado, pocos ribosomas y retículos endoplasmáticos rugosos y lisos; y (e) estrechos contactos establecidos con varicosidades nerviosas y la formación de numerosas uniones en hendidura, tanto entre sí, formando una red a través de la pared intestinal, como con células musculares lisas.

## Fisiología

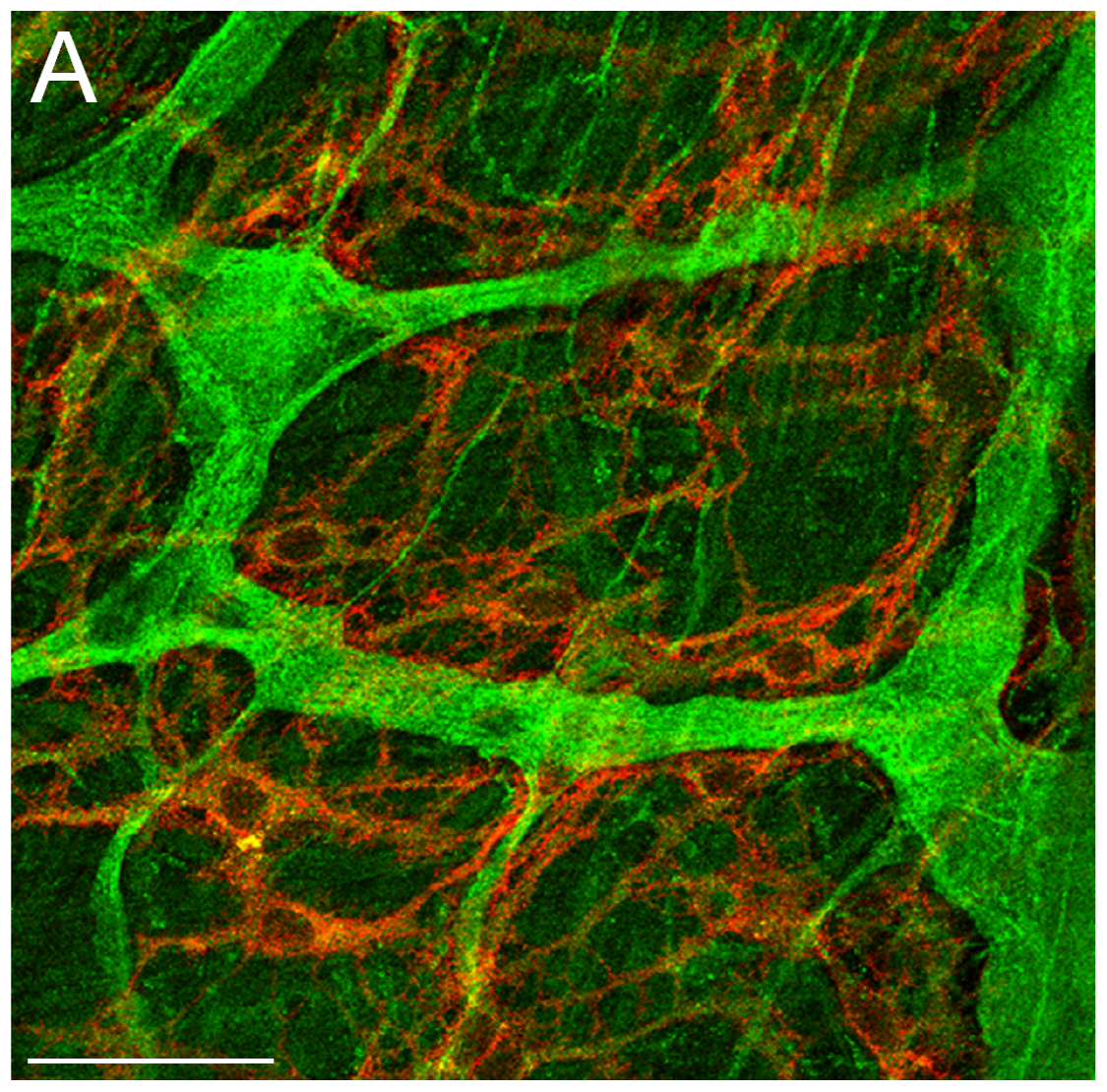
Células de Cajal, Plexo Mienterico en verde.

Las células intersticiales de Cajal (CIC) son fundamentales para la motilidad gastrointestinal y desempeñan un papel clave en las contracciones musculares y la transmisión neuromuscular.
Las células intersticiales intramusculares de Cajal (ICC-MI en inglés) están involucradas en la estimulación de las células del músculo liso, y los neurotransmisores actúan a través de ellas.
Se conoce ahora que ciertos canales de cloruro activados por calcio desempeñan un papel importante en la regulación de las CIC gastrointestinales humanas, en particular el canal de cloruro dependiente de calcio Anoctamin-1. Una investigación reciente ha señalado que el carbacol aumenta la actividad de la CIC a través de este canal.
| Ubicación | Submucosa            | Intra-muscular                 | Inter-muscular     |
| * tipos   | ICC-SM (Sub-Mucosal) | ICC-SM (Sub-Mucosal)           | ICC-MY (Myenteric) |
| * tipo    |                      | ICC-DMP (Deep-Muscular-Plexus) |                    |

Las células intersticiales mientéricas de Cajal sirven como marcapasos que crean el potencial bioeléctrico de onda lenta que conduce a la contracción del músculo liso gastrointestinal. Además median o transducen entradas de nervios motores entéricos al sincitio del músculo liso.

### Papel en la actividad de onda lenta

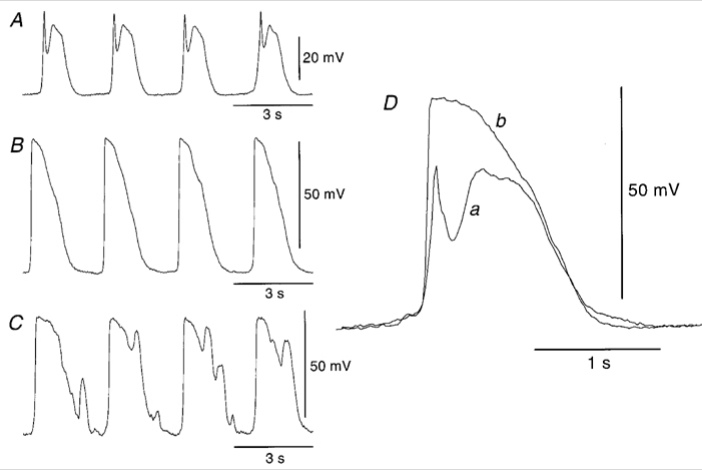
Electrofisiología de Células de Cajal.
A)Tren de ondas lentas ICC. B)Tren de potenciales de marcapasos. Intestino delgado de ratón.

La CIC sirve como marcapasos eléctrico y genera ondas eléctricas lentas espontáneas en el tracto gastrointestinal (GI). Las ondas eléctricas lentas se propagan desde la CIC a las células del músculo liso y la despolarización resultante inicia la entrada y la desaceleración del ion sodio. Las ondas lentas organizan las contracciones intestinales en contracciones fásicas que son la base del peristaltismo y la segmentación.

### Frecuencias de marcapaso de las células CIC
La frecuencia de la actividad de marcapaso de las células intersticiales intramusculares de Cajal (CIC) difiere en diferentes regiones del tracto gastrointestinal:
- 3 por minuto en el estómago
- 11-12 por minuto en el duodeno
- 8-9 por minuto en el íleon
- 3-4 por minuto en el colon

Las CIC también funcionan de mediadores en la entrada neural de las neuronas motoras entéricas. Los animales que carecen de CIC han reducido en gran medida las respuestas al neurotransmisor acetilcolina, liberado por las neuronas motoras excitadoras, y al óxido nítrico transmisor, liberado por las neuronas motoras inhibidoras. La pérdida de CIC en alguna enfermedad, puede interrumpir el control neural normal de las contracciones gastrointestinales y conducir a trastornos funcionales, como el síndrome del intestino irritable.    
Las CIC también expresa estructuras mecanosensibles que hacen que estas células respondan al estiramiento. Estirar los músculos gastrointestinales puede afectar los potenciales de reposo de las CIC y afectar la frecuencia de la actividad de marcapasos. El carbacol aumenta la actividad de las CIC a través de la activación del Anoctamin-1. 
Las CIC también son importantes en la propagación de las ondas eléctricas lentas. Forman una red a través de la cual se puede propagar la actividad de onda lenta. Si esta red se rompe, entonces dos regiones del músculo funcionarán independientemente.  

## Patología
La ausencia de las células intersticiales de Cajal (CIC) o su funcionamiento inadecuado se ha relacionado con algunos trastornos del tracto gastrointestinal.

Las enfermedades neuro-intestinales son el resultado de interacciones desreguladas entre el sistema nervioso y el tracto gastrointestinal, lo que conduce a afecciones como la enfermedad de Hirschsprung y el síndrome del intestino irritable.

Las anomalías en la red de las CIC serían una causa de seudoobstrucción intestinal crónica.
Se cree que las células intersticiales intramusculares de Cajal (CIC), son las células de las que surgen los tumores del estroma gastrointestinal (GIST).

## Epónimo
Las células intersticiales de Cajal llevan el nombre de Santiago Ramón y Cajal, patólogo español y premio Nobel.